# Halichoeres zeylonicus
Halichoeres zeylonicus е вид бодлоперка от семейство Labridae. Видът не е застрашен от изчезване.

## Разпространение
Разпространен е в Джибути, Египет, Еритрея, Йемен, Израел, Индия, Индонезия, Йордания, Кения, Коморски острови, Мавриций, Мадагаскар, Майот, Малайзия, Малдиви, Мозамбик, Оман, Реюнион, Саудитска Арабия, Сейшели, Сомалия, Судан, Тайланд, Танзания и Шри Ланка.